# Tailandesos
Els tailandesos, thai o siamesos (en tailandès, ไทยสยาม; en anglès, Tai Siam) són el grup ètnic majoritari de Tailàndia. Parlen el tailandès i formen part del grup etnolingüístic dels tais. El terme tailandès es pot aplicar també a tots els habitants de Tailàndia, i inclou, a part dels thai, molts altres grups ètnics.

## Etnologia

Bandera de l'antic Regne de Siam entre 1855 i 1916

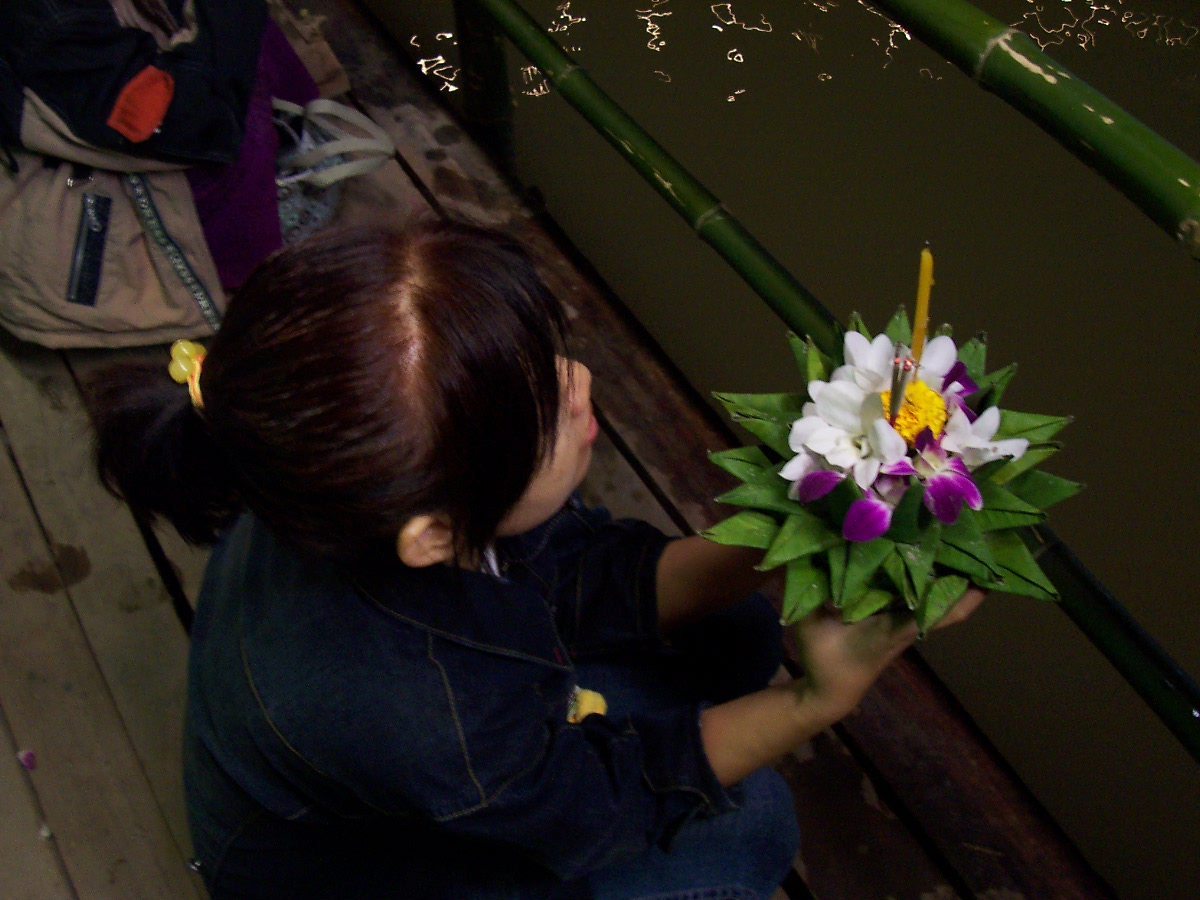
La festivitat del Loy Krathong

Els pobles tais vivien originàriament als voltants del sud de la Xina, on es coneixien com a nanzhao o nanman i sembla que varen emigrar a la zona de Siam vers el segle vi aC.
Amb el pas dels segles, han aparegut diferenciacions en les diverses zones de l'antic Regne de Siam i, actualment, el grup dels thai es pot subdividir en diversos grups regionals.
Els tailandesos pertanyen a un dels pocs pobles de l'Àsia que no va patir els efectes de la colonització per part de les potències europees. El Regne de Siam va reeixir a mantenir-se independent fins a l'edat del postcolonialisme. Tot i així, el país va ser breument ocupat pels japonesos durant la Segona Guerra Mundial.
Durant les guerres del temps de la guerra freda, que varen assolar la zona, els tailandesos varen reeixir a mantenir-se al marge de les catàstrofes bèl·liques que varen destruir els països veïns, com el Vietnam, Laos i Cambodja. Tot i així, la presència massiva de militars americans a les bases aèries arreu del país va fer proliferar bars i hotels dedicats a la prostitució. Acabada la Guerra del Vietnam, els militars americans varen tornar als Estats Units, però la prostitució va continuar amb la tendència de visitar Tailàndia pel turisme sexual.
Actualment, la majoria dels thai viuen a Tailàndia, però hi ha minories importants als Estats Units, Laos, Malàisia, Singapur i Taiwan.

## Costums

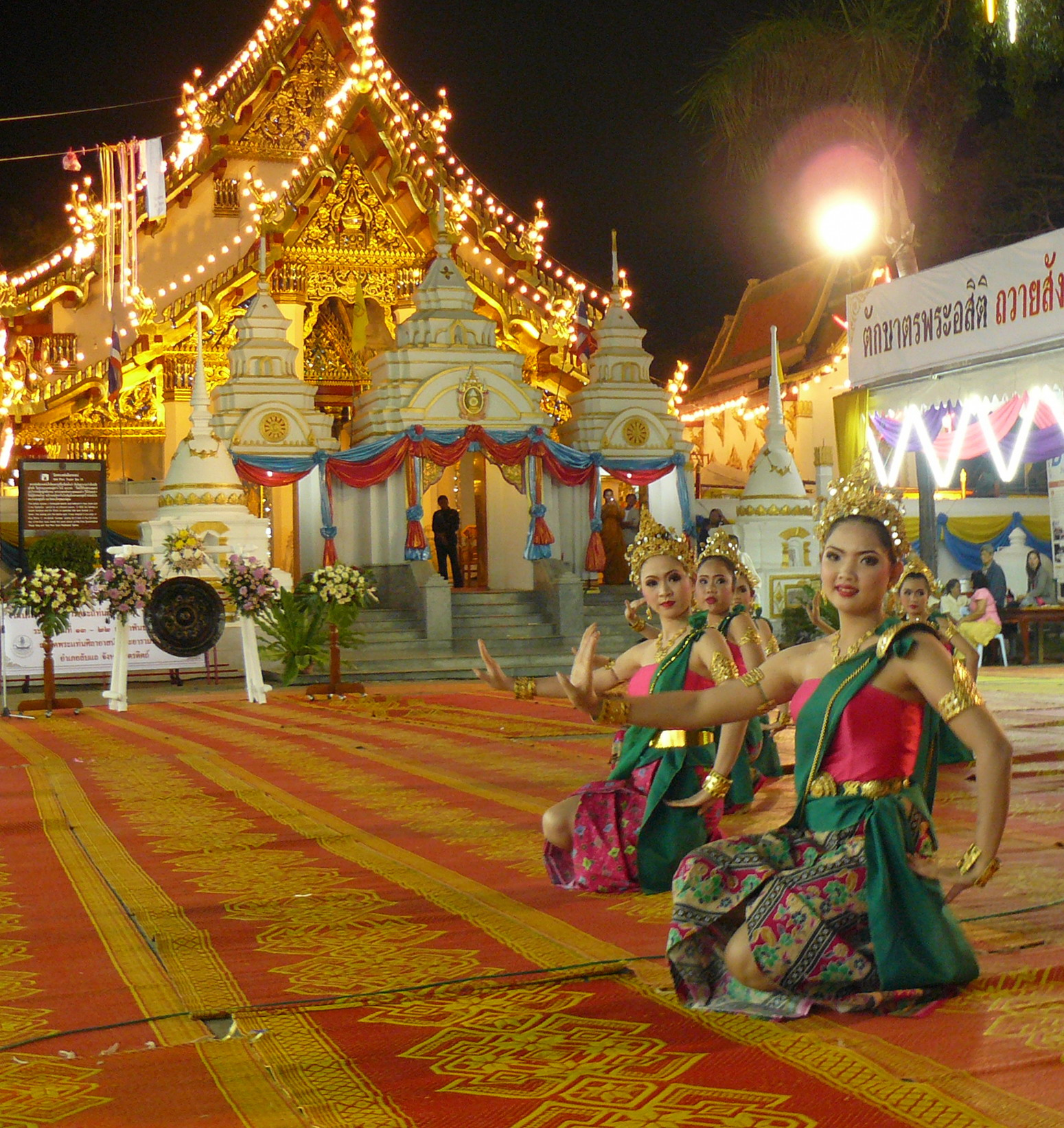
Antiga dansa tailandesa

Els thai són predominantment budistes, però exhibeixen una gran tolerància vers altres religions.
Se senten representants per la monarquia tailandesa i exhibeixen un gran respecte i veneració vers els membres de la família reial, especialment vers el rei i la reina.
El poble thai gaudeix d'una cultura molt antiga i refinada. Aquesta s'exhibeix en una gran varietat de danses, costums, arquitectura i productes artesans. També és molt variada la cuina tailandesa, un dels plats de la qual, el Tom Yam, s'ha estès arreu del món.
Un esport local molt popular al país és la boxa tailandesa, que ha influït molt en el naixement de la modalitat coneguda com a kick-boxing o boxa a base de cops de peu.
Potser una de les contribucions més conegudes del poble thai a la cultura internacional és l'expressió "bessons siamesos". Aquest nom prové dels germans Chang i Eng Bunker (Thai: อิน-จัน, In-Chan) (1811–1874), germans nascuts a la zona de Samut Songkhram de Siam, ara Tailàndia. Chang i Eng varen viatjar amb el circ de P. T. Barnum durant molts anys, apareixent davant del públic com als "Bessons Siamesos". Finalment, es varen instal·lar a Wilkesboro, Carolina del Nord, Estats Units.